# Maverik Stadium
Ne doit pas être confoundu avec Maverick Stadium, stade de l'Université du Texas à Arlington.
Le Maverik Stadium, actuellement dénommé Merlin Olsen Field at Maverik Stadium, est un stade ouvert de football américain situé sur le campus de l'université d'État de l'Utah (USU) à Logan dans l'Utah aux États-Unis.
Il héberge l'équipe de football américain des Aggies d'Utah State évoluant dans la Mountain West Conference en NCAA Division I FBS.
Inauguré en 1968 et baptisé le 27 septembre 1969 Romney Stadium en hommage à Dick Romney (en) considéré comme le meilleur ancien entraîneur et directeur sportif d'Utah State, il est renommé Merlin Olsen Field en 2009 puis Merlin Olsen Field at Maverik Stadium en 2015.
Il possède actuellement une capacité de 25 513 places.
Le terrain est traditionnellement orienté nord-sud et se trouve à une altitude de 1 435 m.
Le 1er match s'est cependant déroulé le 14 septembre 1968 et a vu la victoire des d'Utah State sur les Aggies de New Mexico State par le score de 28 à 12.

## Changement de nom
Le 11 avril 2015, le stade est officiellement renommé le Merlin Olsen Field du Maverik Stadium conjointement avec le sponsoring d'une chaîne de dépanneurs localisés dans l'Intermountain-West.
Ce partenariat est salué comme le catalyseur de la rénovation du stade, laquelle débute par la démolition de la partie réservée à la presse ainsi qu'une partie des sièges situés sur le côté ouest du stade.
Le partenariat entre le Stade et l'équipe d'Utah State est un accord pluriannuel qui inclut des droits importants de publicité et de décoration, dans et en dehors du stade. En outre, le site met en vedette un magasin consacré aux divers produits alimentaires et dérivés exclusifs du stade et de l'équipe.
À la suite du changement de nom du stade, le petit-fils de l'entraîneur Dick Romney, Richard Romney, a déclaré qu'il trouvait cela un peu décevant mais qu'il comprenait que pour être compétitif et pertinent dans le monde actuel du sport, l'équipe avait besoin d'un fort soutien financier. Il a également ajouté que ce que son grand-père avait réalisé à Utah State ne serait de toute façon jamais égalé, que son nom resterait à jamais gravé dans la mémoire d'Utah State et que son histoire ne serait jamais oubliée.

## Histoire
Avant la construction du premier Romney Stadium, les compétitions locales et entre universités se déroulaient sur un terrain de fortune situé à l'ouest du bâtiment originel de l'université (l'Old Main). Cette zone a servi aux équipes de football jusqu'en 1913. Selon l'historien A. J. Simmonds, il était de la responsabilité des joueurs d'inspecter le terrain avant chaque match afin d'y enlever le moindre caillou. Après un match en 1903, une étudiante, Phebe Nebeker, qui accompagnait au match son futur mari, Elmer G. Peterson, décrit ainsi le terrain: " Ce n'était pas du tout ce que l'on imagine actuellement comme terrain de football. C'était plutôt une zone plane avec un peu d'herbe ici et là, très dure mais qui devenait très boueuse lorsqu'il pleuvait. Un petit ensemble de gradins avait été érigé dans le coin situé au sud-est du bâtiment Old Main, mais la plupart des spectateurs devaient rester debout ou assis sur l'herbe le long du terrain”.
En 2013, les matchs commencèrent à être joués à Adams Field, situé à l'ouest de la colline où se trouvait l'Old Main, à l'est du Parc Adams actuel. Même si l'Adams Field constituait une amélioration des conditions de jeu, il ne procurait pas assez de confort pour permettre aux Aggies d'évoluer dans les compétitions régulières inter universitaires. En 1918 sous le règne de l'entraîneur Lowell "Dick" Romney, les installations sont améliorées et les Aggies commencent à obtenir de meilleurs résultats.

### Premier Romney Stadium
Le stade Romney originel est érigé en 1927 sur les terrains où les bâtiments actuels consacrés aux cours sur la santé, à l'éducation physique et aux loisirs (Health, Physical Education and Recreation) se trouvent. Il est inauguré le 8 octobre 1927, en honneur de l'ancien entraîneur de Utah State, E. L. Dick Romney. Il est utilisé pendant 41 saisons par l'équipe entre 1927 et 1967. Le dernier match a lieu le 11 novembre 1967 (victoire 20 à 14 contre les Grizzlies du Montana.

### Second Romney Stadium
Le stade conserve son nom lorsqu'il est relocalisé plus au nord sur le campus actuel de l'université d'État de l'Utah.
Le premier match se déroule le 14 septembre 1968 (victoire 28 à 12 contre les Aggies de New Mexico State) et l'établissement est officiellement inauguré le 27 septembre 1969.
Le stade est financé par un groupement estudiantin conjointement avec le Dee Glen Smith Spectrum, ce complexe abritant les équipes de basketball, de gymnastique et de volleyball d'Utah State.
En 1980, 10 000 sièges sont ajoutés au stade sur le côté sud ce qui augmente sa capacité à 25 513 spectateurs.
Avant le début de la saison 1997, pratiquement 4000 sièges remplacent des gradins en bois sur le côté ouest du stade. Début de saison 1999, deux nouveaux marquoirs sont installés de part et d'autre du stade ainsi que de nouveaux gradins. L'aluminium remplace le bois des gradins des niveaux inférieurs du côté ouest du stade en 2001 et celui des niveaux supérieurs en 2003.
Lors de l'été 2004, l'herbe du terrain est remplacée par du synthétique SprinTurf.
Avant le début de la saison 2005, l'entrée sud est rénovée avec amélioration des aires de concession et des toilettes tandis que les hall sont élargis côté est, 

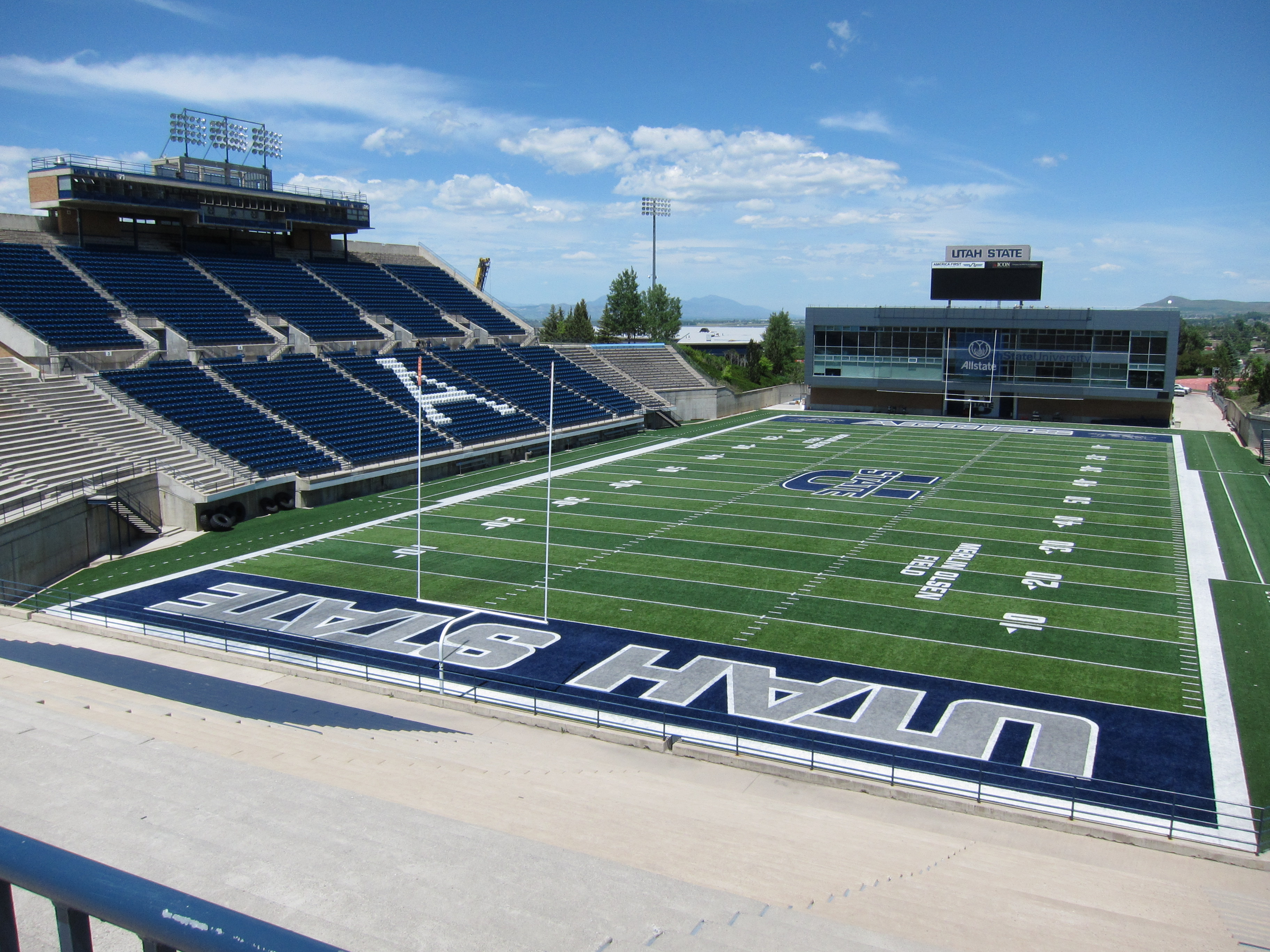
Le terrain et le stade actuel. Les nouveaux logos sportifs et les marques sont présents sur le nouveau gazon synthétique. Le complexe d'athlétisme Laub se trouve en arrière-plan.

### Merlin Olsen Field
Le 5 décembre 2009, l'université annonce que le Maverik Stadium (alors appelé le Romney Stadium) sera renommé Merlin Olsen Field en l'honneur de l'ancien joueur des Aggies, Merlin Olsen, intronisé au Pro Football Hall of Fame et au College Football Hall of Fame. Après le décès d'Olsen en mars 2010, l'université inaugure une statue en bronze en son honneur le 23 octobre 2010. Cette statue, réalisée par l'artiste sculpteur Blair Buswell, immortalise Olsen comme joueur d'Utah State, revêtu du maillot de l'université, équipé des protections et tenant son casque sous le bras. Elle est placée à l'extérieur de l'entrée sud du stade Maverik.
Après avoir dévoilé les nouveaux logos de l'équipe et avant le match inaugural de la saison 2012, la surface de jeu du Merlin Field Field est remplacée. Le SprinTurf, qui avait été installé en 2004, est remplacé par l'AstroTurf GameDay Grass 3D60 Extreme. Le nouveau logo de l'université est peint au centre du terrain. Les zones d'en-but sont peintes également en bleu marine, avec au sud et au nord le nom Utah State, tandis que le mot Aggies est placé au centre des nouveaux emblèmes en forme de taureau comme symbole de l'équipe.

## Modifications apportées au complexe sportif

### Rénovation du stade
En décembre 2014, un don d'1 million $ effectué par des anciens de l'université d'État de l'Utah, ainsi que par l'ancien président de la société Nike Inc., Charlie Denson et sa femme Trina, va permettre la rénovation du stade.
Sur le côté ouest, quatre étages de nouveaux sièges sont aménagés et des studios de presse sont insérés pour donner tout le confort voulu. L'ensemble inclut également 24 suites luxueuses, 24 loges, 700 sièges couverts et un club premium. D'importants travaux augmentent le confort des sanitaires, des échoppes mais facilitent surtout la fluidité de circulation des piétons.
Sur le côté est, des améliorations sont également apportées aux sièges et aux sanitaires. La rénovation comprend également l'installation de nouveaux écrans aux extrémités nord et sud du stade, avec un nouveau système de sonorisation.
Une augmentation de la capacité en sièges du Maverik Stadium est également prévue pour l'avenir.

### Complexe académique sportif Jim et Carol Laub

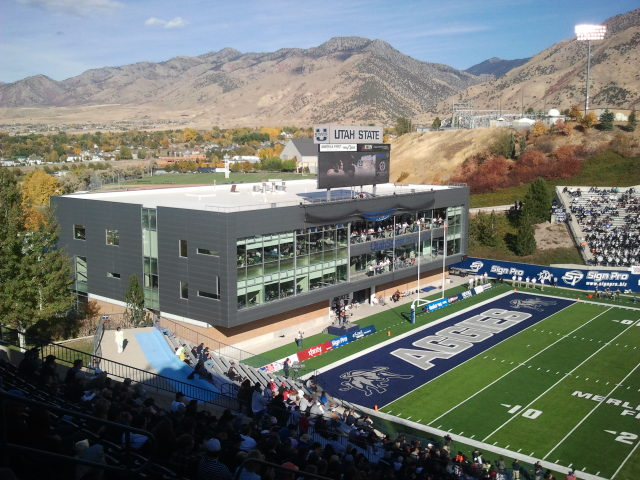
Le complexe académique sportif Laub

Tout de suite après la saison 2006, la vieille zone nord du stade est détruite et remplacée par un complexe de trois nouveaux étages de 69 000 m2 appelé le Jim & Carol Laub Athletics-Academics Complex. Il est terminé en 2008.
L'établissement abrite le complexe Dale Mildenberger Sports Medicine, le Dr John Worley Sports Medicine Research Center, le Steve Mothersell Hall of Fame, une salle d'équipements, des vestiaires, les bureaux des entraîneurs, des salles de réunion, des suites de luxe et un centre universitaire d'étudiants-athlètes.

### Centre d'entraînement
Le 26 mai 2012, une cérémonie d'inauguration a lieu pour la construction d'un nouveau centre de force et de conditionnement (strength and conditioning center). Ce centre a vu le jour grâce à un don anonyme ce qui est unique dans l'histoire de l'université.
Le complexe de 6 400 m2 et d'une valeur de 6,4 millions $, est inauguré fin juillet 2013.
Il abrite divers espaces de formation (poids, entraînement cardiovasculaire, vitesse, agilité) ainsi que des bureaux pour le staff de l'équipe. Construit sur des terrains propriétés de l'université, à l'angle nord-ouest du Romney Stadium, le complexe permet d'absorber l'augmentation du nombre d'athlètes provenant de 16 programmes sportifs de l'université, l'ancien complexe étant limité à une surface de 1 760 m2.

## Résultats des Aggies au Maverik
Dick Romney (en) conduit les Aggies à 4 finales de conférence, affichant un bilan de 128 victoires pour 91 défaites et 16 nuls (57,9 %) en 29 saisons (1919-1948).
Lors des 33 saisons précédentes, Utah State avait affiché un bilan de 94 victoires pour 69 défaites (57,7 %) dans l'actuel Maverik Stadium.
Sur 33 années passées dans le stade, les Aggies n'enregistreront que 9 saisons avec un bilan négatif à domicile.
La plus grande assistance (33 119 personnes) est enregistrée le 4 octobre 1996 lors de la défaite 17 à 45 contre les Cougars de BYU.